# Caldwell (New Jersey)
Caldwell è un borough situato nella Contea di Essex in New Jersey negli Stati Uniti a 26 km da New York, 
Secondo il censimento del 2010, la popolazione è di circa 7 822 abitanti, con un incremento di 238 persone negli ultimi 10 anni.
Caldwell fu dichiarato comune secondo la legislatura del New Jersey il 10 febbraio 1892.
Nel 1981 il nome cambiò in Township of the Borough of Caldwell (città di Caldwell) per avere vantaggi dalla tassazione federale.
Il 26 gennaio 1995 tornò nuovamente comune.

## Infrastrutture e trasporti
Il New Jersey Transit offre il servizio bus da e per Caldwell con la linea 29 e 71.